# David Silveria
David Randall Silveria (San Leandro, California, Estados Unidos; 21 de septiembre de 1972) es un músico estadounidense, conocido por haber sido el baterista original de la banda de nu metal Korn desde que se fundó en 1993. Por razones personales abandonó la formación en el año 2006.

## Biografía
David Silveria creció en el área de Bakersfield, como el resto de los componentes de KoЯn. Con 9 años comenzó a tocar la batería influenciado por Tommy Lee, baterista de Mötley Crüe y Mike Bordin, de Faith No More. Con 13 años participa en una audición para la banda L.A.P.D. (antecesora natural de Korn), donde Brian Welch, James Shaffer y Reginald Arvizu estaban buscando un batería para cerrar la formación. David fue elegido y, como anécdota, tuvo que pedirle permiso a su madre para poder ingresar definitivamente en la banda dada su juventud (13 años).

## Carrera artística

### Korn
Silveria formó parte de Korn desde sus inicios, lanzando 7 álbumes de estudio al mercado hasta el año 2006 que decide dejar la banda.
En 2006, David decide tomarse un descanso para dedicarse un poco más a su familia y a sus otros negocios (tiene varios restaurantes). Tras su marcha, KoЯn se hace con los servicios del veterano Terry Bozzio, un baterista que poco tiene que ver con el estilo musical de KoЯn, ya que ha trabajado con artistas como Frank Zappa, Missing Persons y con otros muchos artistas de rock y jazz. Esta incorporación tampoco estuvo exenta de polémica, ya que los aficionados estaban preocupados con la influencia que un baterista de rock experimental y jazz puede ejercer en una banda de nu metal como KoЯn. Ahora es reemplazado por Ray Luzier, quien actualmente es miembro oficial de la banda, luego de haber sido baterista solo en giras durante 2008.

### Problemas con Korn
Uno de los aspectos que más polémica levantó fue el hecho de que David prestara su imagen a Calvin Klein y desfilara para la famosa firma. Los fanes más radicales de KoЯn tacharon a David de "vendido" y algunas bandas del género, como Slipknot, quemaron en sus conciertos imágenes de los anuncios de David con CK.
luego de un tiempo, David quiso volver con la banda, pero no aceptaron, así que demandó a los integrantes y excompañeros de la banda Korn.[cita requerida]

## Discografía

### Álbumes de estudio
- Korn (1994)
- Life Is Peachy (1996)
- Follow the Leader (1998)
- Issues (1999)
- Untouchables (2002)
- Take a Look in the Mirror (2003)
- See You on the Other Side (2005)